# MSDOS.SYS
Der Kernel eines PC-kompatiblen DOS ist in der Datei MSDOS.SYS bei MS-DOS  beziehungsweise IBMDOS.COM bei PC DOS und DR DOS gespeichert und befindet sich im Hauptverzeichnis des Dateisystems.
MSDOS.SYS wird unter MS-DOS von IO.SYS initialisiert und lädt die in CONFIG.SYS angegebenen Gerätetreiber und Einstellungen. Wenn CONFIG.SYS fehlt bzw. darin nichts anderes angegeben ist startet MSDOS.SYS daraufhin den Kommandozeileninterpreter COMMAND.COM im Hauptverzeichnis des Bootlaufwerks.
Unter PC DOS, das ein von IBM weiterentwickeltes MS-DOS mit gleicher Codebasis ist, heißt die Datei IBMDOS.COM und wird von IBMBIO.COM aus initialisiert, ist aber sonst identisch.
Unter DR DOS heißt die Datei bis Version 3.41 DRBDOS.SYS und ab Version 5.0 ebenfalls IBMDOS.COM. Sie beinhaltet den von CP/M abgeleiteten BDOS-Kernel und ist erst mit Novell DOS 7 vollständig zu PC DOS und damit auch zu MS-DOS kompatibel. Aufgerufen wird der Kernel aus dem Pendant zu IO.SYS heraus, welches den Dateinamen DRBIOS.SYS (bis Version 3.41) bzw. IBMBIO.COM (ab Version 5.0) trägt.
Unter Windows 9x wurde MSDOS.SYS in IO.SYS integriert und aus MSDOS.SYS wurde eine Konfigurationsdatei, die Startoptionen für das auf DOS basierte Windows zulässt.